# قاسم يلدز
قاسم يلدز (بالتركية: Kasım Yıldız)‏ هو لاعب كرة قدم تركي في مركز الوسط، ولد في 10 أكتوبر 1980 في سورجون، يوزغات ‏ في تركيا. لعب مع نادي مارتيغ ونادي ميتز.

## وصلات خارجية
- قاسم يلدز على موقع قاعدة بيانات كرة القدم.إي يو (الإنجليزية)
- قاسم يلدز على موقع Soccerway.com (الإنجليزية)